# جورديف سينغ جيل
جورديف سينغ جيل (بالإنجليزية: Gurdev Singh Gill) هو لاعب كرة قدم هندي في مركز الدفاع، ولد في 20 أبريل 1950. شارك مع منتخب الهند لكرة القدم. أما مع النوادي، فقد لعب مع نادي إيست بنغال.